# 月の扉
『月の扉』はHBO(日本ではスター・チャンネルが放送)のファンタジー・ドラマ・シリーズである『ゲーム・オブ・スローンズ』の第4章『戦乱の嵐-後篇-』の第7話である。プロデューサーでもあるデイヴィッド・ベニオフ と D・B・ワイスによって、原作『剣嵐の大地』に基づいて脚本が書かれ、アリク・サカロフが監督した。
日本語タイトルは、アリンの谷間の高巣城の広間に設けられた、罪人を地上に落下させて処刑する悪名高い扉を指す。
オベリンがティリオンの代理闘士となる。ジョン・スノウは〈黒の城〉に戻る。ブライエニーはアリアが生きていると知り、〈谷間〉に向かう。ピーターはサンサにキスをしたところを目撃したライサを〈月の扉〉から突き落として殺す。

## あらすじ

### キングズランディングにて
地下牢で、ティリオン(ピーター・ディンクレイジ)は兄のジェイミー・ラニスター(ニコライ・コスター＝ワルドー)に、決闘裁判を要求したことで責められる。ジェイミーに代理闘士となってくれと頼むが、左手では満足に戦えないと断られ、ブロン(ジェローム・フリン)を呼ぶよう頼む。一方、サーセイ (レナ・ヘディ)は、”マウンテン”グレガー・クレゲインが囚人達を処刑しているところに来て言葉を交わす。ブロンはティリオンを訪れ、サーセイの世話で貴族の娘ロリスと結婚する予定であり、マウンテンを相手にして代理闘士にはならないと告げる。夜、ティリオンをオベリン・マーテルが訪ね、姉のエリアと子供達を殺したマウンテンに復讐するため、ティリオンの代理闘士になると言う。

### 〈壁〉にて
ジョン・スノウ(キット・ハリントン)の隊の生き残りは〈黒の城〉 (カースル・ブラック)に戻る。集会で、ジョンはマンス・レイダーの軍が通れないよう、〈壁〉のトンネルを塞ぐよう願うが、サー・アリザー・ソーンに却下される。

### ドラゴンストーンにて
夜、セリース王妃とメリサンドル(カリス・ファン・ハウテン)はドラゴンストーンを発つことを話し合う。セリースは、娘のシリーンを連れていきたくないとメリサンドルに願う。だがメリサンドルは、〈光の王〉がシリーンを連れていくよう求めていると答える。

### 〈王の道〉にて
ブライエニー(グェンドリン・クリスティー)とポドリック・ペインは宿屋で食事をし、ホットパイに給仕される。ブライエニーがサンサ・スタークのことを尋ねた時、ホットパイは動揺した様子で去る。二人が出発しようとした時、ホットパイが近づき、父親の処刑以来行方不明で死んだとみなされているアリアと一緒に旅をしたが、〈旗印なき兄弟団〉がアリアを捕え、身代金を得ようとしていると言う。ポドリックは、〈釁られた婚儀〉の虐殺でスターク家を裏切ったウォルダー・フレイがリヴァーランを治めている今、サンサとアリアの存命の親戚のうちで身代金が払える最後の人物はライサ・アリンだと言う。二人はアリンの谷間に向かうことにする。

### リヴァーランドにて
アリア(メイジー・ウィリアムズ)と “ハウンド”サンダー・クレゲイン(ロリー・マッキャン)は東へ向かう旅を続ける。二人は瀕死の男に出会い、ハウンドは慈悲をかけて楽にしてやる。直後に二人はバイターとロージ(『鉄の決意』)に襲われる。バイターはハウンドの首を噛むがハウンドに殺される。アリアはロージの名を聞き出した後、心臓を突き刺す。後に、ハウンドが首の傷を縫おうとする時、アリアは火で傷を消毒しようとするが、火を恐れるハウンドは拒否する。兄のグレガーが自分を火に押しつけたために顔の火傷を負ったとハウンドは言い、アリアは傷を縫うのを手伝う。

### 狭い海の向こう側にて
デナーリス(エミリア・クラーク)が部屋に戻ると、ダーリオ・ナハーリス(マイケル・ユイスマン)がいる。ダーリオは戦と女に関する自分の才能を生かしてくれと願い、デナーリスは服を脱げと命じて願いに応える。翌朝、ジョラー・モーモント(イアン・グレン)は部屋を去るダーリオを見かけ、〈次子〉の上官を裏切って殺したダーリオを信頼すべきではないとデナーリスに進言する。デナーリスは、〈次子〉を率いてユンカイを攻め、生き残りの親方達をすべて殺せとダーリオに命令したと言う。ジョラーは、自分が奴隷を売ったときにエダード・スタークに同じ処分をされていたら、自分はここでデナーリスに助言できていないだろうと言う。デナーリスは聞き入れ、ダーリオがヒズダール・ゾ・ロラクをユンカイに伴い、自分に従うよう親方達を説得させるように、ジョラーを通して命令する。

### 〈谷間〉にて
ロビンはサンサ(ソフィー・ターナー)に向かい、二人が結婚した暁には刃向う者すべてを〈月の扉〉から突き落として殺せると言う。雪で作ったウィンターフェルの模型の塔を壊してしまった時、ロビンはサンサになじられて癇癪を起こし、サンサに平手打ちを受ける。直後にピーター・ベイリッシュ(エイダン・ギレン)が現れ、サンサへの気持ちを口にする。母のキャトリンを真に愛していたと言い、その復讐のためにジョフリーを殺したのだと言う。ピーターはサンサにキスをするが、サンサが体を離す前に、ライサに目撃されてしまう。後にライサはサンサを〈月の扉〉の前に呼び出し問い詰める。サンサを掴み、開いた〈月の扉〉の側で膝をつかせ、自分の敵はすべてここを通って落ちて行ったと脅す。ピーターが現れて、ライサにサンサを離すよう言い、サンサをよそへやると誓う。ライサはサンサを離し、ピーターはライサのもとに近づくが、愛した女はキャトリンだけだと言い、ライサを〈月の扉〉から突き落として殺す。

## 製作

### 脚本
原作第三部『剣嵐の大地の第65、66、80章、および第四部『乱鴉の饗宴』の第20章、さらに第五部『竜との舞踏』の第2章に基づいて、デイヴィッド・ベニオフ と D・B・ワイスが脚本を書いた。

## 評判

### 視聴者数
本エピソードは初回放送で720万人に視聴され、同夜の再放送はさらに130万人に視聴されてシリーズの最高記録を作った。

## 参照
1. ↑  Kondolojy, Amanda (2014年5月19日). “'Game of Thrones' At Series Highs; Season Highs for 'Veep' + 'Silicon Valley' & John Oliver Remain Strong”. TV by the Numbers. 2014年5月19日閲覧。